# Tratado de Reducciones de Ofensivas Estratégicas

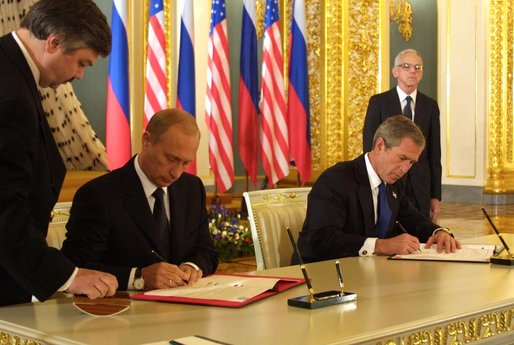
Los presidentes George Bush y Vladímir Putin firmando el tratado SORT.

SORT (siglas en inglés de Strategic Offensive Reductions Treaty, Tratado de Reducciones de Ofensivas Estratégicas) es un tratado del 2002 entre Estados Unidos y Rusia limitando su arsenal a 2200 ojivas operativas cada uno. Es el último en una larga lista de tratados y negociaciones de desarme mutuo entre Rusia (y su predecesor la URSS) y Estados Unidos, que incluye SALT I (1969-1972), Tratado ABM (1972), SALT II (1972-1979), Tratado INF (1987), START I (1991) y START II (1993).
El tratado es criticado por varias razones:
- No hay medidas para la verificación.
- No se requiere que las reducciones sean permanentes; las ojivas pueden almacenarse lo que permitiría su uso más tarde.
- Las reducciones solo deben ser completadas para el momento en que el tratado expire, el 31 de diciembre de 2012.

Básicamente el tratado propone dejar en estado de alerta operacional «solamente» 1700 a 2200 ojivas nuclear para el 2012. Los países se reservan el derecho de almacenar las ojivas que no se encuentren en estado operacional.